# 20 cm leLdgW
20 cm leLdgW (20 cm leichter Ladungswerfer) とは第二次世界大戦でドイツ軍が使用していたスピガット式の迫撃砲である。名称を直訳すると、軽・装薬投射器といった意味となる。

## 概要
20cm 工兵迫撃砲は特殊なスピガット式迫撃砲で、ドイツ陸軍工兵部隊によって障害物の破壊や地雷原の撤去のために使用された一種の爆薬投射器である。
この砲は床板と砲弾差込用の中空ロッド、そしてロッドを支える湾曲したアームと2脚から構成されていた。
ロッドの中空部分には電気的に点火される発射用の装薬カートリッジが装填され、700mの最大射程を得ることができた。
砲弾は拠点爆破用の高性能炸薬弾、発煙弾、そして地雷原除去用の特殊な「銛弾 (Harpnengeschosse)」が使用された。「銛弾」は発射されるとロープを引きながら飛翔し、地雷原を横切って着弾する。着弾後はロープを用いて爆薬を設置、これを爆発させることによって地雷を誘爆除去し地雷原突破用の小道を作る仕組みになっていた。
この砲は1940年の北アフリカ戦線で使用されたが、その後は滅多に見られなくなってしまった。
ドイツ陸軍にはこの他にもより大型の38 cm sLdgWというものもあったが、第二次世界大戦中に使用された記録はない。

## 参考資料
- Peter Chamberlain, Terry Gander 『WW2 Fact Files, Mortars and Rockets』 （1975） Arco Publishing Company, Inc. ISBN 0668038179.